# Artema magna
Artema magna là một loài nhện trong họ Pholcidae. Loài này được phát hiện ở Afghanistan.